# Сан Никола II (Кампобасо)
Сан Никола II је насеље у Италији у округу Кампобасо, региону Молизе.
Према процени из 2011. у насељу је живело 11 становника. Насеље се налази на надморској висини од 703 м.